# Tic Tac (roman)
Pour les articles homonymes, voir Tic Tac, Tick Tock et Tik Tok.

Tic Tac (Ticktock) est un roman d'épouvante de Dean Ray Koontz publié aux États-Unis en 1996 puis  en français en 1997 aux éditions Pocket.

## Résumé
Tommy Phan, un vétéran américain de la guerre du Viêt Nam, fait fortune en vendant ses polars. Il se fait connaître et la presse commence à sérieusement l’apprécier et à vanter ses œuvres. Mais, un jour, il retrouve une poupée d'apparence de chiffon. Ne l’ayant jamais vue dans sa maison, et en l’examinant de plus près, celle-ci se met à s'animer. Commence ensuite un cauchemar épouvantable car cette dernière voudra assassiner Tommy...